# Jean-Baptiste Bres
Jean-Baptiste Bres est un homme politique français né le 2 juin 1743 à Issoire (Puy-de-Dôme) et mort le 9 avril 1811 au même lieu. Il est diplômé docteur de l'Université de Montpellier le 30 juillet 1771.
Médecin, il est élu député suppléant pour le Puy-de-Dôme en septembre 1791, admis à siéger le 9 décembre 1791.
Le Semeur, hebdomadaire catholique d'Auvergne dressa son portrait dans son édition du 27 janvier 1946 : 

« Il fut l'initiateur, à Issoire, de la vaccination jennérienne. Il semble avoir été assez apprécié car on relève dans son carnet de visites les noms de beaucoup de maisons nobles et bourgeoises de la région. [...]
Son fils François-Maximilien fut envoyé à Paris à dix-neuf ans pour y faire ses études de pharmacie et de médecine. Ils assistèrent aux débuts de la Révolution et François-Maximilien s'engagea dans la Garde Nationale dont le commandant en chef était La Fayette [...] Favorable aux idées nouvelles, Jean-Baptiste fut député de l'Assemblé Nationale Législative où il siégea en 1792 à la mort du titulaire. Il fut alors nommé médecin chef dans l'armée du Rhin, où son fils était chirurgien.
Après quelques années, il revient à Issoire où il ne semble plus avoir pratiqué la médecine. [...] Le Docteur Bres était un homme du XVIIIème siècle. La veille de sa mort, il dicta ses dernières volontés à son fils et les termina par cette invocation à l'Eternel : 
« Puissant Maître du monde, éternelle sagesse ;Dieu, père des humains, pardonne à leur faiblesse ;Comptant sur la bonté, je m'abandonne au sort ; J'apperçois le tombeau, mais sans craindre la mort. »
Son fils écrit de lui : « Mon père était très vif, mais il était bon. Doué d'un coeur excellent, il aima toute sa vie les pauvres : il leur fit toujours tout le bien que sa fortune put lui permettre de leur faire. Aussi a-t-il été bien sincèrement regretté des infortunés qui l'ont tous accompagné en pleurant jusqu'à son dernier asile. » [...]
Le Docteur Bres et son fils étaient liés d'amitié avec La Fayette qui, lorsqu'il se rendait de Paris à Chavagnac, s'arrêtait chez eux pour y diner ou y coucher. [...] Il mourut [le 9 avril] 1811. Sa tombe se trouve dans le cimetière d'Issoire. » »